# 2016年英格蘭全國羽毛球錦標賽
2016年英格蘭全國羽毛球錦標賽（English National Badminton Championships 2016），為第53屆英格蘭全國羽毛球錦標賽，是英格蘭國內最高級別的羽毛球比賽。本屆賽事於2016年2月5日至2月7日在英格蘭德比郡德比大学體育中心舉行。

## 項目獎牌榜
以下為各項目的優勝者名單：
| 項目     | 金牌                            | 银牌                        | 铜牌                          |
| 男子單打 | 拉吉夫·欧斯夫                   | 亚历克斯·莱恩               | Alex Marritt                  |
| 男子單打 | 拉吉夫·欧斯夫                   | 亚历克斯·莱恩               | 托比·潘迪                     |
| 女子單打 | 方丹·米卡·查普曼                | 克洛伊·比尔切               | 妮古拉·塞尔方蒂尼             |
| 女子單打 | 方丹·米卡·查普曼                | 克洛伊·比尔切               | Atu Rosalina Sagita           |
| 男子雙打 | 马库斯·埃利斯 克里斯·兰格瑞奇   | 彼得·布里格斯 汤姆·沃尔芬登 | 克里斯托弗·高斯 安德鲁·埃利斯 |
| 男子雙打 | 马库斯·埃利斯 克里斯·兰格瑞奇   | 彼得·布里格斯 汤姆·沃尔芬登 | 马修·诺丁汉 哈雷·陶勒         |
| 女子雙打 | 希瑟·奥利弗 劳伦·史密斯         | 苏菲·布朗 凯特·罗伯特肖     | Jennifer Moore Viki Williams  |
| 女子雙打 | 希瑟·奥利弗 劳伦·史密斯         | 苏菲·布朗 凯特·罗伯特肖     | 克洛伊·比尔切 珍妮·沃尔沃克   |
| 混合雙打 | 克里斯·爱德考克 加布里·爱德考克 | 克里斯托弗·高斯 苏菲·布朗   | 本·莱恩 杰西卡·皮尤           |
| 混合雙打 | 克里斯·爱德考克 加布里·爱德考克 | 克里斯托弗·高斯 苏菲·布朗   | 马修·诺丁汉 艾米莉·韦斯特伍德 |